# HMS Illustrious (87)
El HMS Illustrious (87), el quart Illustrious de la Royal Navy britànica, va ser un portaavions que participà en la II Guerra Mundial. Era el vaixell principal de la portaavions classe Illustrious, que també incloïa el Victorious, el Formidable i el Indomitable.
L'Illustrious va ser construït per Vickers-Armstrongs a Barrow-in-Furness, botat el 1939 i comissionat el 16 d'abril de 1940. desplaçava 28.000 tones i podia portar 57 avions, incloent-hi entre 33 i 36 al seu hangar blindat (depenent del tipus). La capacitat de transport d'avions de l'Illustrious era menor que la del seu predecessor, l'Ark Royal, i també menor que els posteriors Indomitable i  Implacable . L'altament blindat hangar era menor que el de l'Ark Royal, però després de modificar la coberta de vol i de començar a usar un aparcament permanent a la coberta, la seva capacitat per portar avions va incrementar-se.

## Servei
L'Illustrious va unir-se a la flota a l'agost del 1940. El seu primer destí va ser a la Mediterrània, on va ser destinat a proveir cobertura als combois, a realitzar atacs contra la navegació o contra posicions enemigues al nord d'Àfrica.
El 31 d'agost va participar en un atac contra els aeròdroms de Maritza. L'11 de novembre va ser el primer portaavions de la història en llançar un gran atac contra una flota enemiga, al participar en l'atac contra la flota italiana a Tàrent. Vint-i-un avions dels esquadrons 813, 815, 819 i 824 amb base al Illustrious van atacar la flota italiana de nit. Els italians van ser sorpresos, i un cuirassat va resultar enfonsat, mentre que dos més quedaren seriosament malmesos.
El 10 de gener de 1941, l'Illustrious va ser atacat per bombarders Savoia-Marchetti SM.79 i Ju-87 Stuka mentre que escortava un comboi a l'est de Sicília, rebent l'impacte de sis bombes i patint molts danys, quedant-li destruïda la infermeria i el pavelló, matant entre d'altres al jugador anglès de rugbi W. G. E. Luddington. Mentre que es trobava a Malta sent reparat tornà a ser bombardejat, inundant-se diversos compartiments, però totes les sales de màquines quedaren intactes. El 23 de gener salpà cap a Alexandria per sotmetre's temporalment a reparacions, arribant el vespre del 25 de gener, i després salpà cap a Virgínia per sotmetre's a reparacions permanents a les drassanes de la Marina dels Estats Units d'Amèrica a Norfolk. Una avaria a una hèlix provocà que la seva velocitat caigués a 23 nusos.
Tornà al servei al maig de 1942, sent immediatament destinat a l'oceà Índic. Al maig, juntament amb el seu germà Indomitable, participà en l'operació Ironclad, cobrint els desembarcaments a Diego Suarez, al Madagascar controlat per la França de Vichy. El 1943 tornà a la Mediterrània per operar amb la Força H, participant en la cobertura aèria del desembarcament aliat a Sicília al setembre de 1943.
El 1944 s'uní a la Flota Oriental, on participà en nombrosos atacs, incloent-hi els llançats contra les illes indonèsies de Sabang el 19 d'abril i el 22 de juliol de 1944, Soerabaya el 17 de maig i Palembang el 24 i el 29 de gener de 1945. també atacà Port Blair, a les illes Andaman el 22 de juny, transportant 57 avions en aquesta operació. En un moment de l'operació tenia 51 dels 57 avions a l'aire, incloent-hi els 15 Barracudas i els 23 Corsairs que havien participat en l'atac a Port Blair. Després d'aquesta sèrie d'atacs, l'Illustrious va dirigir-se a Fremantle, Austràlia, per descansar i rebre subministraments. Des d'allà salpà amb la resta de la Flota britànica del Pacífic cap a Manus el 4 de març, i des d'allà el 19 de març es dirigí a Ulithi. Posteriorment, amb la resta de la Flota del Pacífic (denominada Task Force 57 per l'almirall Nimitz) donà suport als desembarcaments a Okinawa amb els seus germans Victorious i Indomitable, així com amb el HMS Indefatigable, on guanyà el seu darrer honor de batalla. El 6 d'abril un kamikaze li causà grans danys estructurals sota la línia de flotació, i després de les operacions contra Taiwan, va ser substituït pel Formidable el 14 d'abril i salpà cap a les Filipines per sotmetre's a inspeccions. Els danys eren més seriosos del que semblava i tornà a Sydney i d'allà a les drassanes de Rosyth per sotmetre's a reparacions, que s'estengueren fins al juny de 1946.
Després de la guerra va emprar-se com a nau d'entrenament, amb una velocitat limitada a 22 nusos a causa dels danys acumulats durant la guerra. Entre gener i agost de 1948 va ser modernitzat, decomissat a finals de 1954 i venut el 3 de novembre de 1956, sent desballestat a Faslane.

## Galeria

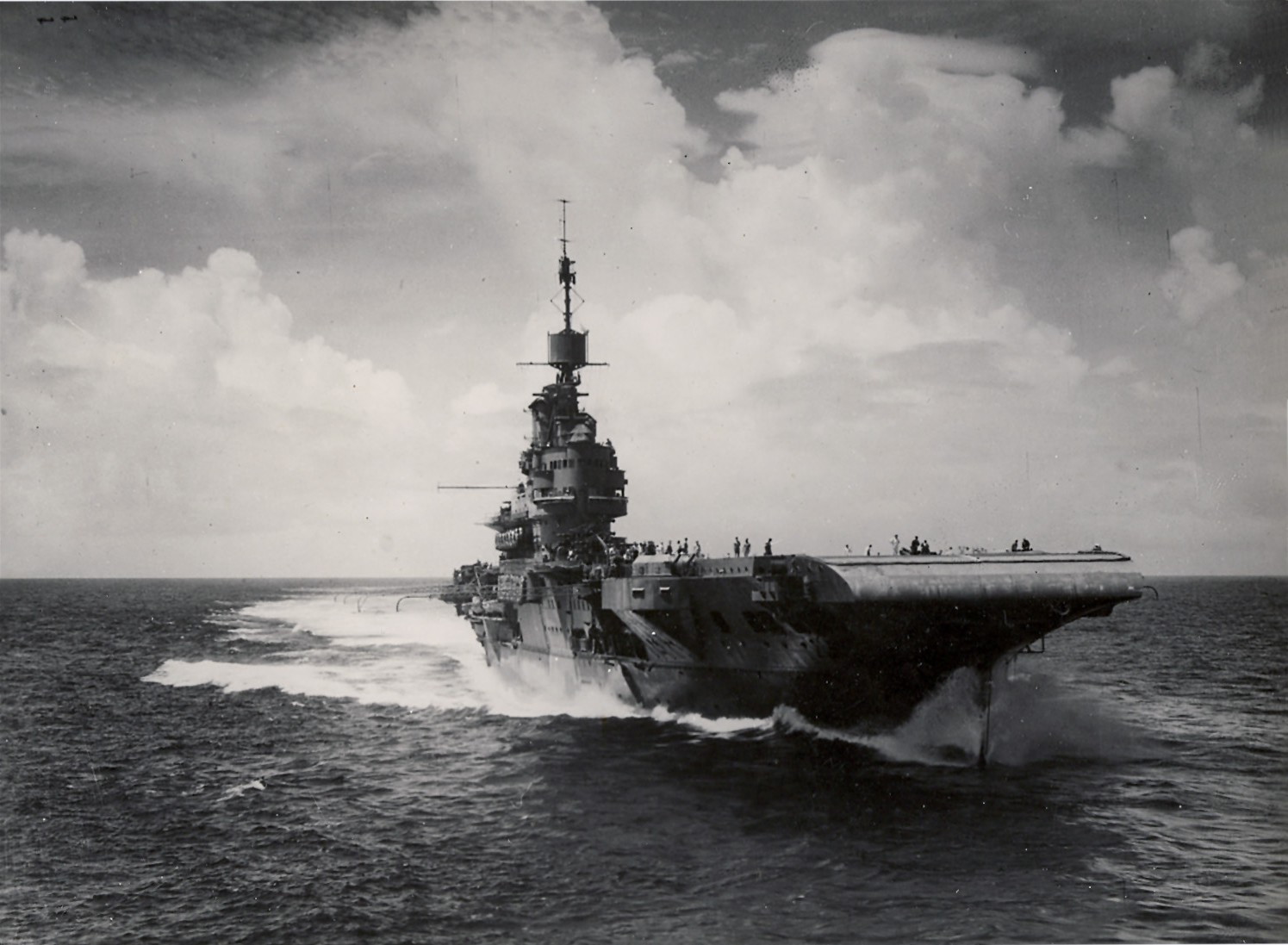
HMS Illustrious el 1944
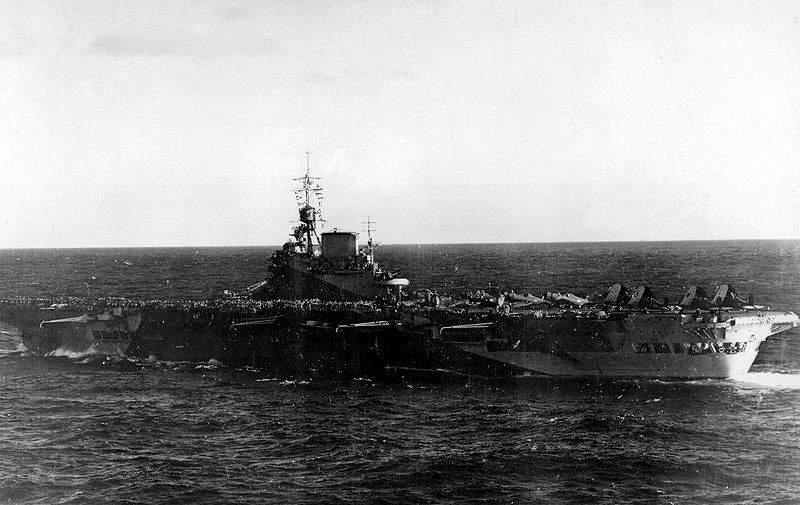
HMS Illustrious a l'oceà Índic, 18 de maig de 1944
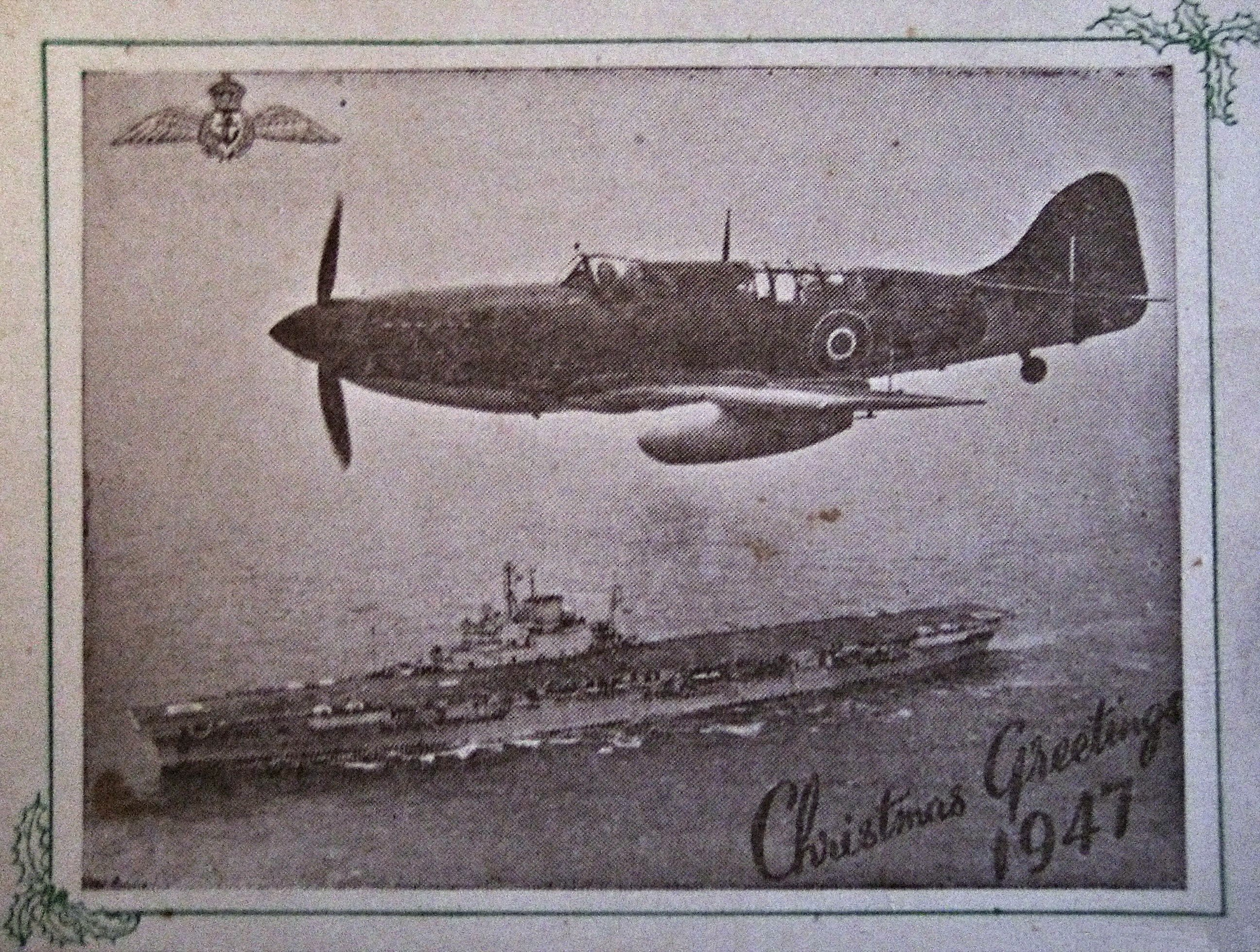
Tarja de felicitació de l'HMS Illustrious, 1948
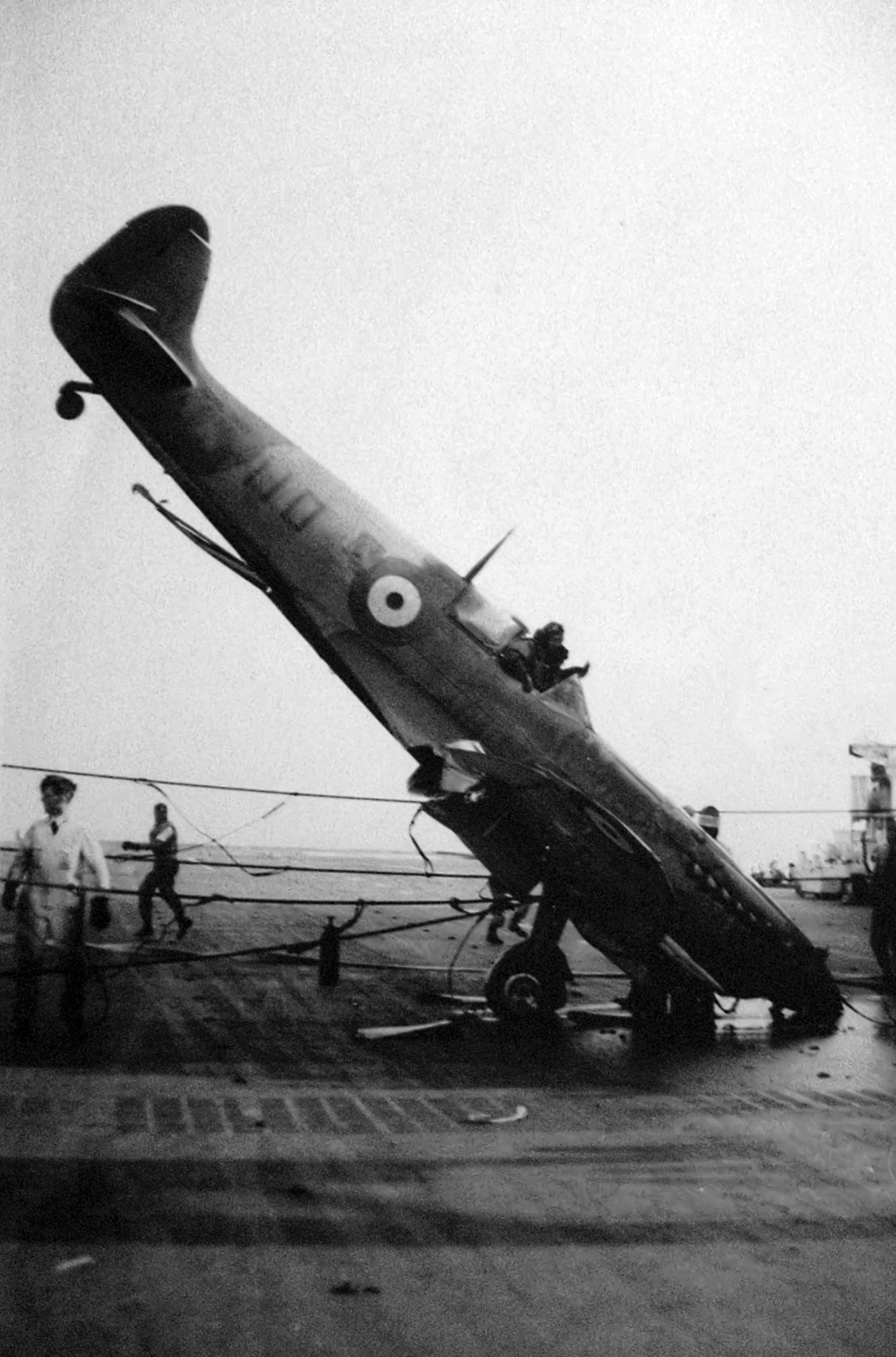
Seafire impactant al HMS Illustrious, 1948
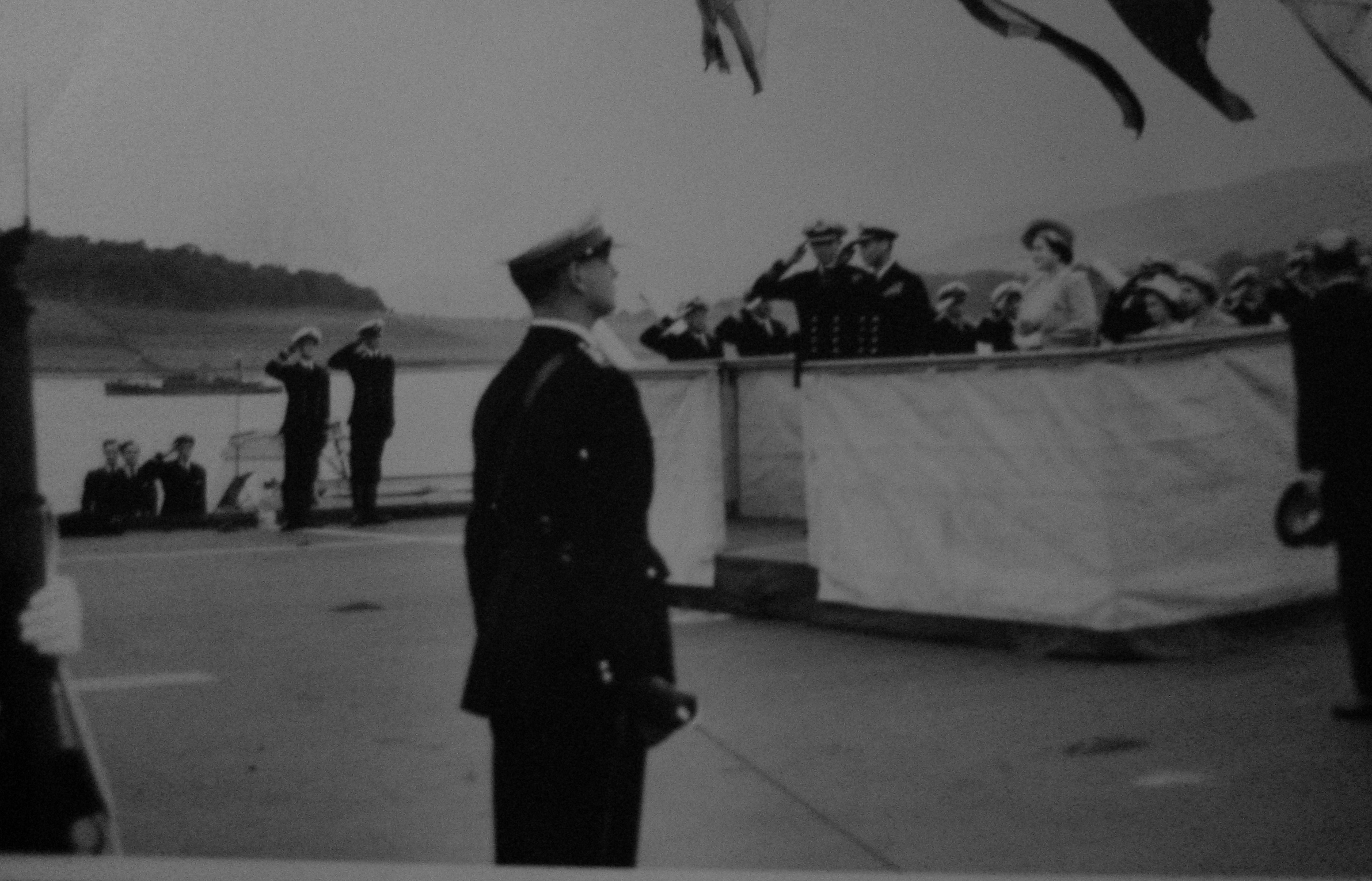
Visita de Rei Jordi VI, 1948
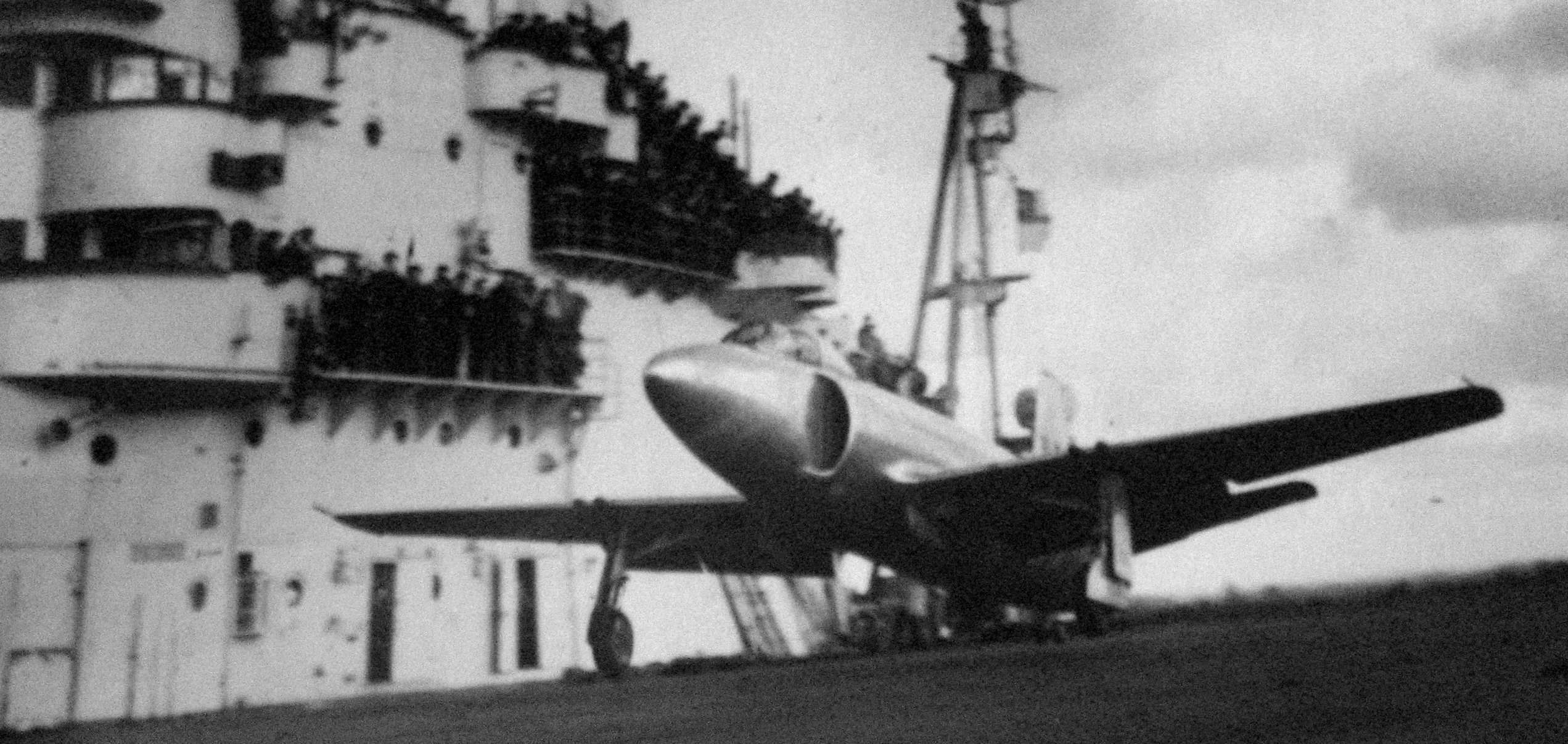
Supermarine Attacker al HMS Illustrious, 1948

## Honors en batalla
- Tàrent 1940
- Mediterrània 1940-41
- Combois de Malta 1941
- Diego Suarez 1942
- Salerno 1943
- Sabang 1944
- Palembang 1945
- Okinawa 1945